# La Cage aux femmes
Pour les articles homonymes, voir La Cage.
Pour plus de détails, voir Fiche technique et Distribution.
La Cage aux femmes (titre original : The Caretakers) est un film américain réalisé par Hall Bartlett, sorti en 1963.

## Fiche technique
- Titre : La Cage aux femmes
- Titre original : The Caretakers
- Réalisation : Hall Bartlett
- Scénario : Henry F. Greenberg, Hall Bartlett et Jerry Paris d'après un livre de Dariel Telfer
- Photographie : Lucien Ballard
- Montage : William B. Murphy (en)
- Musique : Elmer Bernstein
- Direction artistique : Rolland M. Brooks et Claudio Guzmán
- Décors : Frank Tuttle
- Costumes : Moss Mabry (costumes: Miss Crawford)
- Productzurs: Hall Bartlett, Jerry Paris (producteur associé) et Bill Shiffrin (producteur exécutif)
- Société de production : Hall Bartlett Productions
- Société de distribution : United Artists
- Pays d'origine :  États-Unis
- Langue : anglais
- Format : Noir et blanc - Son : Mono
- Genre : Drame
- Durée : 97 minutes
- Date de sortie :
  - États-Unis : 21 août 1963

## Distribution
- Robert Stack : Dr Donovan MacLeod
- Polly Bergen : Lorna Melford
- Diane McBain : Alison Horne
- Joan Crawford : Lucretia Terry
- Janis Paige : Marion
- Van Williams : Dr Larry Denning
- Constance Ford : Infirmière Bracken
- Sharon Hugueny : Connie
- Herbert Marshall : Dr Jubal Harrington
- Barbara Barrie : Edna
- Ellen Corby : Irene
- Ana María Lynch : Ana
- Robert Vaughn : Jim Melford
- Susan Oliver : Infirmière Cathy Clark
- Virginia Munshin : Ruth
- Pamela Austin : la nurse étudiante (non créditée)